# Magenta (Marne)
Magenta és un municipi francès, situat al departament del Marne i a la regió del Gran Est. L'any 2007 tenia 1.769 habitants.

## Demografia

### Població
El 2007 la població de fet de Magenta era de 1.769 persones. Hi havia 850 famílies, de les quals 340 eren unipersonals (146 homes vivint sols i 194 dones vivint soles), 235 parelles sense fills, 194 parelles amb fills i 81 famílies monoparentals amb fills.
La població ha evolucionat segons el següent gràfic:
Habitants censats

### Habitatges
El 2007 hi havia 946 habitatges, 861 eren l'habitatge principal de la família, 6 eren segones residències i 79 estaven desocupats. 516 eren cases i 430 eren apartaments. Dels 861 habitatges principals, 415 estaven ocupats pels seus propietaris, 437 estaven llogats i ocupats pels llogaters i 9 estaven cedits a títol gratuït; 18 tenien una cambra, 115 en tenien dues, 237 en tenien tres, 222 en tenien quatre i 269 en tenien cinc o més. 430 habitatges disposaven pel capbaix d'una plaça de pàrquing. A 467 habitatges hi havia un automòbil i a 229 n'hi havia dos o més.

### Piràmide de població
La piràmide de població per edats i sexe el 2009 era:
| Homes | Edats   | Dones |
| ----- | ------- | ----- |
| 0     | 95 o +  | 0     |
| 0     | 90 a 94 | 16    |
| 0     | 85 a 89 | 16    |
| 8     | 80 a 84 | 36    |
| 36    | 75 a 79 | 44    |
| 24    | 70 a 74 | 44    |
| 44    | 65 a 69 | 44    |
| 48    | 60 a 64 | 44    |
| 40    | 55 a 59 | 48    |
| 56    | 50 a 54 | 52    |
| 64    | 45 a 49 | 68    |
| 60    | 40 a 44 | 52    |
| 60    | 35 a 39 | 96    |
| 92    | 30 a 34 | 92    |
| 76    | 25 a 29 | 88    |
| 56    | 20 a 24 | 72    |
| 56    | 15 a 19 | 52    |
| 84    | 10 a 14 | 52    |
| 44    | 5 a 9   | 68    |
| 48    | 0 a 4   | 56    |

## Economia
El 2007 la població en edat de treballar era de 1.211 persones, 907 eren actives i 304 eren inactives. De les 907 persones actives 812 estaven ocupades (439 homes i 373 dones) i 95 estaven aturades (43 homes i 52 dones). De les 304 persones inactives 131 estaven jubilades, 94 estaven estudiant i 79 estaven classificades com a «altres inactius».

### Ingressos
El 2009 a Magenta hi havia 817 unitats fiscals que integraven 1.717 persones, la mediana anual d'ingressos fiscals per persona era de 18.556 €.

### Activitats econòmiques
Dels 100 establiments que hi havia el 2007, 3 eren d'empreses alimentàries, 1 d'una empresa de fabricació de material elèctric, 7 d'empreses de fabricació d'altres productes industrials, 7 d'empreses de construcció, 29 d'empreses de comerç i reparació d'automòbils, 1 d'una empresa de transport, 7 d'empreses d'hostatgeria i restauració, 1 d'una empresa d'informació i comunicació, 3 d'empreses financeres, 7 d'empreses immobiliàries, 10 d'empreses de serveis, 15 d'entitats de l'administració pública i 9 d'empreses classificades com a «altres activitats de serveis».
Dels 24 establiments de servei als particulars que hi havia el 2009, 2 eren oficines d'administració d'Hisenda pública, 1 taller de reparació d'automòbils i de material agrícola, 3 tallers d'inspecció tècnica de vehicles, 2 establiments de lloguer de cotxes, 1 autoescola, 2 paletes, 2 guixaires pintors, 1 lampisteria, 1 electricista, 3 perruqueries, 4 restaurants, 1 agència immobiliària i 1 saló de bellesa.
Dels 6 establiments comercials que hi havia el 2009, 1 era un hipermercat, 1 una botiga de més de 120 m², 2 fleques, 1 una llibreria i 1 una joieria.

## Equipaments sanitaris i escolars
El 2009 hi havia 1 farmàcia i 1 ambulància.
El 2009 hi havia 1 escola maternal i 1 escola elemental.

## Poblacions més properes
El següent diagrama mostra les poblacions més properes.